# Cosmos 750
Cosmos 750 (en cirílico, Космос 750) fue un satélite artificial militar soviético perteneciente a la clase de satélites DS (tipo DS-P1-I) y lanzado el 17 de julio de 1975 mediante un cohete Kosmos-2I desde el cosmódromo de Plesetsk.

## Objetivos
Cosmos 75 fue parte de una red de satélites militares utilizados para calibrar y mejorar el sistema de detección antimisiles balísticos soviético.

## Características
El satélite tenía una masa de 400 kg, forma dodecaédrica y la alimentación eléctrica era proporcionada por células solares situadas en su superficie. Reentró en la atmósfera el 29 de septiembre de 1977. El satélite fue inyectado en una órbita con un perigeo de 272 km y un apogeo de 803 km, con una inclinación orbital de 71 grados y un período de 95,4 minutos.